# Elijah Cutler Behunin Cabin
 (novembre 2019).
L'Elijah Cutler Behunin Cabin est une cabane américaine située dans le comté de Wayne, dans l'Utah. Protégée au sein du parc national de Capitol Reef, elle est inscrite au Registre national des lieux historiques depuis le 13 septembre 1999.